# Pierluigi Marquis
Pierluigi Marquis (ur. 30 maja 1964 w Aoście) – włoski samorządowiec i architekt, od marca do października 2017 prezydent prowincji Dolina Aosty.

## Życiorys
Ukończył studia z architektury na Politechnice Turyńskiej. Związany z władzami miasta Saint-Vincent, gdzie był asesorem (1995–2003, 2010–2013) i zastępcą burmistrza (2010–2013). Kierował także związkiem komunalnym Mont-Cervin oraz zasiadał w radach nadzorczych spółek samorządowych.
W 2013 wybrany do rady prowincji Dolina Aosty z ramienia partii Stella Alpina, od 2015 do 2017 kierował jej frakcją. 10 marca 2017 po uchwaleniu wotum nieufności wobec Augusto Rollandina objął fotel prezydenta prowincji (z poparciem ugrupowań lokalnych i Ruchu Pięciu Gwiazd. Zrezygnował z dniem 11 października 2017 w związku z wszczęciem postępowania o pomówienie poprzednika o oszustwo (umorzono je we wrześniu 2018 z racji śmierci oskarżycielki). W 2018 ponownie wybrany do rady Doliny Aosty, powrócił na fotel szefa frakcji.